# Ekonomski fakultet u Osijeku
Ekonomski fakultet u Osijeku (EFOS) visoko je učilište u sastavu Sveučilišta Josipa Jurja Strossmayera u Osijeku.

## Povijest
Osnovan je 25. lipnja 1959. pod imenom Centar za ekonomske studije kao sastavna jedinica Ekonomskog fakulteta u Zagrebu. Dana 14. lipnja 1961. preimenovan je u Ekonomski fakultet u Osijeku. Osnivanjem Sveučilišta u Osijeku 1975. uključen je u njegov sastav.
Viša škola 31. svibnja 1961. godine prerasla je u fakultet koji djeluje pod nazivom Ekonomski fakultet u Osijeku te se obljetničkim datumom drži 31. svibnja kada se priređuju prigodne proslave. 

## Ustrojstvo
- Zavod za ekonomska istraživanja
- Katedra za ekonomiku i management gospodarskih subjekata 2016. – 2018.
- Katedra za financije i računovodstvo
- Katedra interdisciplinarnih kolegija
- Katedra za kvantitativne metode i informatiku
- Katedra za marketing
- Katedra za nacionalnu i međunarodnu ekonomiju
- Ekonomijana

## Ekonomijana
Fakultetska knjižnica osnovana je 31. svibnja 1961., a ime Ekonomijana ponijela je 2021. godine povodom proslave 60 godina rada.
Ekonomijana je istoimeni naziv za nakladničku cjelinu Fakulteta

## Vanjske poveznice
- Službene stranice
- Knjižnica